# Estrées-Saint-Denis
 Estrées-Saint-Denis  es una población y comuna francesa, en la región de Picardía, departamento de Oise, en el distrito de Compiègne y cantón de Estrées-Saint-Denis.

## Demografía
| 1660 | 1678 | 2488 | 3486 | 3501 | 3542 |
| Para los censos de 1962 a 1999 la población legal corresponde a la población sin duplicidades (Fuente: INSEE [Consultar]) |      |      |      |      |      |